# Eugène Deshayes
Pour les articles homonymes, voir Deshayes.
Ne doit pas être confondu avec Eugène François Deshayes.
Eugène Deshayes, né le 1er janvier 1827 à Paris et mort le 30 mars 1891 dans le 18e arrondissement de Paris (et non en 1890 ainsi que l'avance à tort le Bénézit), est un artiste peintre paysagiste français.

## Biographie
Eugène Deshayes est l'élève de son père, le peintre et lithographe Jean Éleazard Deshayes (mort en 1848). Il expose au Salon de 1848 à 1867. D'une sensibilité proche de celles d'Eugène Boudin ou de Jean-Baptiste Camille Corot, il peint principalement des paysages normands.

## Collections publiques

### États-Unis
- Boston, musée des Beaux-Arts : Landscape with a mill (Paysage avec un moulin).[réf. nécessaire]

### France
- Angers, musée des Beaux-Arts :
  - Paysage, aquarelle[5].
- Chartres, musée des Beaux-Arts :
  - Trois huiles sur panneau et deux sur toile, intitulées Paysage, collection Layé[6].
- Mâcon, musée des Ursulines :
  - Quatre études de paysages, huile sur bois et huile sur papier marouflée sur carton[7]
  - Trois études de paysages, huile sur toile[8]
- Paris
  - Musée du Louvre :
    - Une Carrière de pierres, avec deux ouvriers près de gros blocs, aquarelle[9] ;
    - Barques de pêche, échouées à marée basse, mine de plomb[10].

  - Musée d'Orsay :
    - Paysage romantique, huile sur toile[11]
- Saint-Vaast-la-Hougue, musée maritime de l'île Tatihou :
  - Bateau de pêche et barque, crayon[12].